# 歌手價值
《歌手價值》（唄ひ手冥利～其ノ壱～，Utaite Myouri ~Sono Ichi~／A Favor of Duty Part 1）是日本音樂家椎名林檎首張翻唱專輯，由東芝EMI／Virgin Music於2002年5月27日發行。專輯發行時間恰巧與哥哥椎名純平的新專輯《discover》同日發行，掀起了不小的話題。初回限定為「歌手價值1號店卡拉OK BOX抽選」。
在專輯銷售成績方面，本張專輯在日本Oricon銷售榜上最高位居單週第1名，名列2002年年度銷售榜第46位。在銷售認證上，專輯《歌手價值》銷售突破40萬張，在2002年5月通過日本唱片協會認定為白金唱片。

## 專輯概要
《歌手價值》是椎名林檎懷孕生子暫停任何近十四個月後，所發行的翻唱專輯，收錄了椎名林檎認為這輩子影響她最深的歌手與歌曲，同時也向歌手們表達敬意的專輯。然而在一開始的時候唱片公司覺得椎名林檎的回到演藝圈的時間遙遙無期，不如發個精選輯順便還可以消化合約中的唱片數，一舉數得，但此提議被椎名林檎堅決的打回票了。
對她而言，這張專輯是新的嘗試，因為平常都是自己作曲、作詞，但這張翻唱專輯都不用，她只要挑選喜歡的歌曲，編曲的部分則交由第一、二張專輯的編曲者龜田誠治及第三張專輯的森俊之依照他們想要的方式編曲，她還傳真給這兩位編曲者：「您要自行按照喜歡的方式編曲、『自己完成』。」
也因為編曲者的關係，所以Disk 1又叫做「龜盤」；Disk 2則叫做「森盤」，兩個人都拿出自己將編曲的曲風與特色發揮的淋淋盡致。前者是擅長用樂團的方式，而後者則是大量是用混音的技巧，這樣的技巧在之後的專輯《加爾基 精液 栗子花》也被大量的使用。另外，為了感謝參與合唱的草野正宗和宇多田光，椎名林檎也特別編了兩首「特別感謝」的歌曲謝謝他們。
這張翻唱專輯的專輯封面並不是慣用的設計者木村豊，而是椎名林檎和自己事務所的員工太田有美兩人所做的，人是取材自浮雲、手腳是取材自田渕ひさ子。歌詞本內的插圖也是椎名林檎親手完成的。而雖然專輯標題寫著「歌手價值其之一」，但目前為止並沒有要發行「其之二」的打算。
在專輯發售時程上，新專輯發行的消息最早於2002年3月18日就在官網發佈，而04月10日起接受歌迷下載服務。日本則於05月27日發行專輯，台灣則是等到06月14日才同步發行進口版與台壓版。
最後，在專輯銷售成績方面，專輯在發行當週以13.7萬張的銷售量在日本Oricon銷售榜上位居第2名，之後在日本Oricon銷售榜上最高位居單週第1名。總計在Oriocn銷售榜上榜9週，累積銷售達39.7萬張，名列2002年年度銷售榜第46位。同時，專輯銷售突破40萬張，在2002年5月通過日本唱片協會認定為白金唱片。

### 對稱美學
在這張翻唱專輯中，椎名林檎也不忘發揚其對稱之美。歌曲名稱不但依「龜盤」和「森盤」依日文對日文、英文對英文等對稱，而「龜盤」和「森盤」各自皆上下自成對稱。接著，「龜盤」和「森盤」都各自找來草野正宗和宇多田光合作。最後，「龜盤」和「森盤」的專輯封面及歌曲本內頁都各自對稱。
|  |    |  |
|  | 01 |  |
|  | 02 |  |
|  | 03 |  |
|  | 04 |  |
|  | 05 |  |
|  | 06 |  |
|  | 07 |  |
|  | 08 |  |
|  | 09 |  |
|  |    |  |

## 曲目
| 龜盤 全碟編曲：龜田誠治 （下面註明例外曲目） | 龜盤 全碟編曲：龜田誠治 （下面註明例外曲目）    | 龜盤 全碟編曲：龜田誠治 （下面註明例外曲目） | 龜盤 全碟編曲：龜田誠治 （下面註明例外曲目） | 龜盤 全碟編曲：龜田誠治 （下面註明例外曲目） |
| 曲序                                         | 曲目                                            |                                              | 作曲                                         | 时长                                         |
| -------------------------------------------- | ----------------------------------------------- | -------------------------------------------- | -------------------------------------------- | -------------------------------------------- |
| 1.                                           | 灰色眼神（與草野正宗合唱；原唱：烏尼亞·拉莫斯） | Tito Veliz、加藤登紀子                       | 烏尼亞·拉莫斯                                | 4:24                                         |
| 2.                                           | more（原唱：安迪·威廉斯）                       | Marcello Ciorciolini、諾曼·紐維爾            | 里茲·歐特拉尼、Nino Oliviero                 | 3:34                                         |
| 3.                                           | 小樹的果實（原唱：喬治·比才）                   | 海野洋司                                     | 喬治·比才                                    | 3:35                                         |
| 4.                                           | i wanna be loved by you（原唱：瑪麗蓮夢露）     | 伯特·卡爾馬                                  | 赫伯特·史都赫特、哈里·魯比                   | 1:44                                         |
| 5.                                           | 小白鴿（原唱：朱里英子）                        | 山上路夫                                     | 都倉俊一                                     | 3:39                                         |
| 6.                                           | love is blind（原唱：珍妮斯·艾恩）              | 珍妮斯·艾恩                                  | 珍妮斯·艾恩                                  | 3:33                                         |
| 7.                                           | 木綿手帕（與松崎名央合唱；原唱：太田裕美）      | 松本 隆                                      | 筒美京平                                     | 6:00                                         |
| 8.                                           | yer blues（原唱：披頭四）                       | 約翰·藍儂, 保羅·麥卡尼                       | 約翰·藍儂, 保羅·麥卡尼                       | 4:12                                         |
| 9.                                           | 野薔薇（特別感謝曲；編曲：椎名林檎）            | 約翰·沃爾夫岡·馮·歌德                        | 弗朗茨·舒伯特                                | 2:10                                         |
| 总时长：                                     | 总时长：                                        | 总时长：                                     | 总时长：                                     | 32:52                                        |

| 森盤 全碟編曲：森俊之 （下面註明例外曲目） | 森盤 全碟編曲：森俊之 （下面註明例外曲目）                                | 森盤 全碟編曲：森俊之 （下面註明例外曲目）                                                                     | 森盤 全碟編曲：森俊之 （下面註明例外曲目）   | 森盤 全碟編曲：森俊之 （下面註明例外曲目） |
| 曲序                                       | 曲目                                                                      | | 作曲                                         | 时长                                       |
| ------------------------------------------ | ------------------------------------------------------------------------- | --- | -------------------------------------------- | ------------------------------------------ |
| 1.                                         | 愛你（原唱：卡門·卓跟）                                                   | 漢斯·克里斯蒂安·安徒生                                                                                         | 愛德華·葛利格                                | 3:13                                       |
| 2.                                         | jazz a go go（原唱：法蘭絲‧蓋兒）                                         | Robert Gall | Alain Goraguer                               | 2:38                                       |
| 3.                                         | 枯葉（原唱：愛迪·琵雅芙）                                                 | 賈克·普維 | Joseph Kosma                                 | 6:30                                       |
| 4.                                         | i won't last a day without you（與宇多田光合唱；原唱：木匠兄妹合唱團）    | Roger Nichols, Paul Williams                                                                                   | Roger Nichols, Paul Williams                 | 4:21                                       |
| 5.                                         | 黑色奧爾斐（《Black Orpheus》插曲）                                       | Antônio Maria de Araújo Morais、Francois Llenas、馬歇爾·卡慕、George David Weiss、Hugo Peretti、Luigi Creatore | Luiz Bonfá                                   | 4:50                                       |
| 6.                                         | mr. wonderful（原唱：佩吉·李）                                            | 傑瑞·巴克、George David Weiss、賴瑞·哈羅芬瑟                                                                   | 傑瑞·巴克、George David Weiss、賴瑞·哈羅芬瑟 | 3:19                                       |
| 7.                                         | 洋蔥快樂頌（與椎名純平合唱；原唱：馬文·蓋伊）                             | Ashford & Simpson                                                                                              | Ashford & Simpson                            | 3:21                                       |
| 8.                                         | starting over（原唱：約翰·藍儂）                                          | 約翰·藍儂 | 約翰·藍儂                                    | 3:51                                       |
| 9.                                         | 搖籃曲（特別感謝曲； 編曲：椎名林檎；從蕭邦華麗圓舞曲E小調作品34之2選段） | 椎名林檎 | 椎名林檎、蕭邦                               | 2:49                                       |
| 总时长：                                   | 总时长：                                                                  | 总时长： | 总时长：                                     | 34:56                                      |

### 龜盤
龜田誠治用拿手的吉他、電貝斯等弦樂器為中心將日本歌謠曲與西洋經典曲目重新詮釋，並找來SPITZ主唱草野正宗跟椎名林檎共譜新的樂章，此外，這張專輯也是前老公彌吉淳二幫助椎名林檎擔任專輯中吉他手角色的最後一張作品。
1. 灰色眼神（日語：灰色の瞳）
這首歌曲是南美民謠，由加藤登紀子和長谷川清（日语：長谷川きよし）首先翻唱為日文的版本，然後椎名林檎（演唱加藤登紀子的部分）再翻唱日文的版本，並且與SPITZ主唱草野正宗（演唱長谷川清的部分）一起合唱。
2. more（日語：more）
3. 小樹的果實（日語：小さな木の実）
這首歌曲是歌劇《帕斯的美麗姑娘》中的其中一首歌。同時這首歌曲被NHK節目「大家之歌」選為經典民謠。
4. i wanna be loved by you（日語：i wanna be loved by you）
這首歌曲是瑪麗蓮夢露主演的電影《熱情如火》中的配樂。
5. 小白鴿（日語：白い小鳩）
6. love is blind（日語：love is blind）
歌曲的原唱珍妮斯·艾恩是椎名林檎敬愛的歌手之一，而此首歌也是坂口良子（日语：坂口良子）主演之電視劇《再見媽媽（日语：グッドバイ・ママ）》的主題曲。椎名林檎曾在日本巡迴演唱會《下剋上高潮》中演唱過這首歌曲。
7. 木綿手帕（日語：木綿のハンカチーフ）
在這首歌曲中，椎名林檎演唱男性的部分，而歌手松崎名央（日语：松崎ナオ）則演唱女性的部分。
8. yer blues（日語：yer blues）

特別感謝曲
1. 野薔薇（日語：野薔薇）
椎名林檎用電吉他自彈自唱這首歌曲，並使用德文歌唱。

### 森盤
森俊之以鍵盤樂器和混音器為中心將西洋經典曲目重新詮釋，並找來宇多田光與其哥椎名純平和椎名林檎共譜新的樂章。
1. 愛你
2. jazz a go go（日語：jazz a go go）
在樂團東京事變專輯《大人》內的歌曲「喧嘩上等」中，歌曲的間奏部分引用這首歌曲。
3. 枯葉
這首歌曲在椎名林檎《賣笑高潮》和《第一回林檎班大會的模樣》演唱會中皆有演唱，特別的是在齋藤毅的幫助之下，在《第一回林檎班大會的模樣》演唱會上這首歌曲變成管弦樂團版。
4. i won't last a day without you（日語：i won't last a day without you）
這首歌曲是由椎名林檎和歌手宇多田光一同合唱。兩個人曾經在唱片公司的活動「EMIgirls」合唱過。
5. 黑色奧爾斐（日語：黒いオルフェ）
這首歌曲在椎名林檎日本巡迴演唱會《雙六高潮》中有演唱過。
6. mr. wonderful（日語：mr. wonderful）
這首歌曲在椎名林檎日本巡迴演唱會《雙六高潮》中有演唱過。
7. 洋蔥快樂頌（日語：玉葱のハッピーソング）
這首歌曲是由椎名林檎和其兄椎名純平一同演唱。日後，兩人一同合作發行單曲《世界的盡頭》。
8. starting over（日語：starting over）

特別感謝曲
1. 搖籃曲（日語：子守唄）
這首歌曲曾經成為椎名林檎音樂錄影帶《性治療~第二輯~》的諧仿廣告曲。

## 演出人員及後製
| １ ２ ３ ４ ５ ６ ７ ８ ９ 虐待肝醣（虐待グリコゲン，） | １ ２ ３ ４ ５ ６ ７ ８ ９ 褻瀆維他命（冒涜ヴァイタミン，） |

## 銷售排行

### Oricon 銷售榜(日本)
《歌手價值》於05月27日發行專輯。發行首週，在日本公信榜Oricon的專輯榜2002年6月第1週付的榜單中以137,380張銷售量居單週亞軍，同週第一名是銷售量突破24萬大關的樂團東京斯卡樂園管絃樂團的專輯「Stompin' On DOWN BEAT ALLEY」。第二週則以銷售量145,270居單周銷售冠軍。第三週則以銷售量43,280居單周第五位。總計在日本公信榜Oricon的專輯榜上榜9週，累積銷售達39.7萬張，名列2002年年銷售榜第46位。
| 名稱                   | Oricon銷售榜 | 初登場 | 初登場  | 最高  | 最高    | 總銷售量 | 累積上榜次數 |
| 名稱                   | Oricon銷售榜 | 排 行  | 銷售量  | 排 行 | 銷售量  | 總銷售量 | 累積上榜次數 |
| ---------------------- | ------------ | ------ | ------- | ----- | ------- | -------- | ------------ |
| 2002年5月27日 歌手價值 | 週銷售排行榜 | #2     | 137,380 | #1    | 145,270 | 397,440  | 9週          |
| 2002年5月27日 歌手價值 | 月銷售排行榜 | #1     | 349,880 | #1    | 349,880 | 397,440  | 9週          |
| 2002年5月27日 歌手價值 | 年銷售排行榜 | #46    | 397,440 | #46   | 397,440 | 397,440  | 9週          |

### 其他銷售榜
| 排行榜名稱                        | 最高排名 |
| --------------------------------- | -------- |
| (日本) Soundscan：CD Album Top 20 | #2       |

### 銷售認證
| 認證單位              | 銷量               |
| --------------------- | ------------------ |
| (日本) RIAJ：專輯銷售 | 白金唱片 (400,000) |

## 發行歷史
| 國家 | 發行日期      | 發行形式       | 唱片公司              | 商品編號          |
| ---- | ------------- | -------------- | --------------------- | ----------------- |
| 日本 | 2002年5月27日 | CD             | 東芝EMI／Virgin Music | TOCT-24780～24781 |
| 台灣 | 2002年6月14日 | CD(初回進口盤) | 東芝EMI／Virgin Music | TOCT-24780～24781 |
| 台灣 | 2002年6月14日 | CD(台壓盤)     | 科藝百代              | 53983222          |

## 脚注